# الحوار الجزائرية
الحوار يومية إخبارية وطنية جزائرية.

## وصلات خارجية
- الموقع الرسمي ليومية الحوار.